# Werner Schlegel (Fotograf)
Werner Schlegel  (* 27. Juni 1908 in Bregenz, Vorarlberg; † 10. Jänner 1945 in Budimír, Slowakei) war ein österreichischer Fotograf, zeitweiliger Kreisleiter der NSDAP, SA-Sturmführer und Bildberichterstatter bei einer Propagandakompanie.

## Biografie
Werner Schlegel war Sohn einer Bregenzer Familie. Der Vater Ernst Schlegel, ein „Damenconfectionär“ bzw. „Kaufmann,“ starb 1913, die Mutter Franziska, geborene Rusch, zog vier Kinder, eine Tochter und drei Söhne, alleine groß. Schlegel absolvierte nach der Bürgerschule eine Lehre als Fotograf bei der Firma Risch-Lau in Bregenz. Nach den Lehrjahren war er auch für Unternehmen in Deutschland tätig, kehrte jedoch 1926 nach Bregenz zurück. 1936 absolvierte er die Meisterprüfung, 1938 erhielt er einen Gewerbeschein. Am 1. April 1939 wurde er zum Obermeister der Fotografeninnung des Gaues Tirol-Vorarlberg ernannt. 1941 meldete sich Schlegel freiwillig zur Wehrmacht und wurde ab 1943/44 als Bildberichterstatter bei einer Propagandaeinheit eingesetzt. Er kam am 10. Jänner 1945 bei einem sowjetischen Tieffliegerangriff in der Nähe des ostslowakischen Dorfes Budimír ums Leben.

## NS-Propagandafotograf
Schon der Vater war Mitglied des antisemitischen Schulvereins Südmark. Schlegel und seine Geschwister waren im Turnverein aktiv, auch im Bregenzer Liederkranz und im deutsch-völkischen Milieu der Landeshauptstadt Bregenz bestens vernetzt. Mit Helmut Lanzl, damals Geschäftsführer des „Deutschen Volksvereins Bregenz“, der Ortsgruppe der „Großdeutschen Volkspartei“, unternahm er 1932 eine Afrikareise mit dem Motorrad. Am 2. Mai 1933 trat Werner Schlegel der NSDAP bei, kurz vor ihrem Verbot in Österreich, erst am 20. Juni 1938 konnte er die reguläre Aufnahme in die Partei beantragen und wurde rückwirkend zum 1. Mai desselben Jahres aufgenommen (Mitgliedsnummer 6.265.931).
Nach dem „Anschluss Österreichs“ im März 1938 amtierte Schlegel als Kreisleiter der Partei in Bregenz und war auch Mitglied der SA (Sturmabteilung), hier in der Funktion eines SA-Sturmführers (Sturm 11/GJ.3 Bregenz). Der Besuch von SA-Führungslehrgängen auf Schloss Würting in Oberösterreich und im Jahr 1940 in Wien lässt sich anhand von Fotoserien belegen.
Schlegel dokumentierte als Berufsfotograf zahlreiche öffentliche Ereignisse. In den Jahren 1938–1940 fotografierte er zahlreiche Massenveranstaltungen der NSDAP und die jeweils auftretenden Parteigrößen wie Arthur Seyß-Inquart, Gauleiter Franz Hofer, Reichsjugendführer Baldur von Schirach, Robert Ley und andere. Viele dieser Fotos wurden in den verschiedenen Organen der NSDAP publiziert, vor allem auch im Vorarlberger Tagblatt.

## Der fotografische Nachlass
Der Nachlass Werner Schlegels wurde von einem Sammler auf dem Bregenzer Flohmarkt erworben und teilweise der Vorarlberger Landesbibliothek überlassen, die die etwa 4000 Bilder aus den Jahren 1938–1940 im Jänner 2025 öffentlich zugänglich machte.

## Ausstellung
- Wir waren begeistert! Warum? Die Fotos des Bregenzer Nationalsozialisten Werner Schlegel aus den Jahren 1938–1941. Ausstellung im Atrium des vorarlberg museums, Kurator: Peter Melichar; Gestaltung: Christiane Fiegl, 25. Jänner bis zum 4. April 2025.